# Crowcrocaecum wisniewskii
Crowcrocaecum wisniewskii är en plattmaskart. Crowcrocaecum wisniewskii ingår i släktet Crowcrocaecum och familjen Opecoelidae. Inga underarter finns listade i Catalogue of Life.